# Michael Shea
Michael Shea (Carluke, Escocia; 10 de mayo de 1938 - Edimburgo, 17 de octubre de 2009) fue un diplomático y escritor británico que sirvió como jefe de prensa de la reina Isabel II del Reino Unido entre 1978 y 1987.

## Primeros años y educación
Hasta los 14 años, Shea asistió a la Academia Lenzie, donde su madre era maestra. Luego asistió a Gordonstoun gracias a una beca. Se graduó de la Universidad de Edimburgo, obteniendo una licenciatura en Economía y doctorándose posteriormente en la misma universidad, con una tesis sobre el desarrollo económico en África Occidental. Fue comisionado durante su Servicio Nacional en el Real Cuerpo de Señales en 1957. Entró en el cuerpo diplomático del Servicio Exterior en 1963 y sirvió en Ghana, República Federal de Alemania, Rumania y Nueva York.

## Secretario real de prensa
Dos años después de ayudar a organizar la visita oficial de la Reina a las celebraciones del bicentenario de los Estados Unidos en 1976, Shea se convirtió en su jefe de prensa. Estuvo en el centro de una "búsqueda del topo" en 1986 para dar con la persona que había dado una sesión informativa a un periodista de The Sunday Times en la que se decía que las políticas sociales que estaba siguiendo el gobierno de Thatcher estaban causando "consternación" a la Reina y que la actitud negativa de Margaret Thatcher hacia la Mancomunidad de Naciones estaba causando disgustos. Los miembros del Parlamento pidieron la dimisión de Shea si era responsable. El secretario privado de la reina, Sir William Heseltine, respondió a la controversia en una carta a The Times confirmando a Shea como el contacto, pero afirmando que los comentarios de Shea habían sido malinterpretados.
Shea dejó el servicio real al año siguiente; algunas fuentes indicaron que fue "retirado" del papel. Continuó negando que hubiera alguna conexión con la controversia anterior. No fue nombrado caballero, sino teniente de la Real Orden Victoriana (LVO) en 1985 y posteriormente comandante (CVO) en 1987.

## Otras actividades
Mientras era primer secretario en Bonn, entonces capital de Alemania Occidental, Shea comenzó su carrera como escritor. Un thriller, Sonntag, se publicó bajo el seudónimo de Michael Sinclair en 1971, el primero de 20 libros, la mayoría de ellos thrillers políticos, algunos ambientados en un futuro próximo. State of the Nation (1997) y Endgame (2002) tenían lugar en una Escocia independiente. Sus memorias se publicaron como A View from the Sidelines (2003).
Después de que renunciara como secretario de prensa de la reina, Shea trabajó durante seis años en Hanson plc como director de relaciones públicas. Otras actividades incluyeron el servicio con las Galerías Nacionales de Escocia como fideicomisario, con el Edinburgh Military Tattoo como director y con el teatro Royal Lyceum como presidente. Shea también estuvo entre el grupo que revivió el Edinburgh Oyster Club.
Michael Shea se casó con Mona Grec Stensen, oriunda de Noruega, en 1968. La pareja tuvo dos hijas. Sus últimos años se vieron afectados por la aparición de la demencia senil. Murió a los 71 años en 2009.

## En la cultura popular
Shea fue interpretado por Nicholas Farrell en el episodio 8 de la temporada 4 de The Crown, en una historia que se centra en el apartheid y la supuesta ruptura entre Margaret Thatcher y la reina Isabel II.